# 12-Stunden-Rennen von Sebring 1983

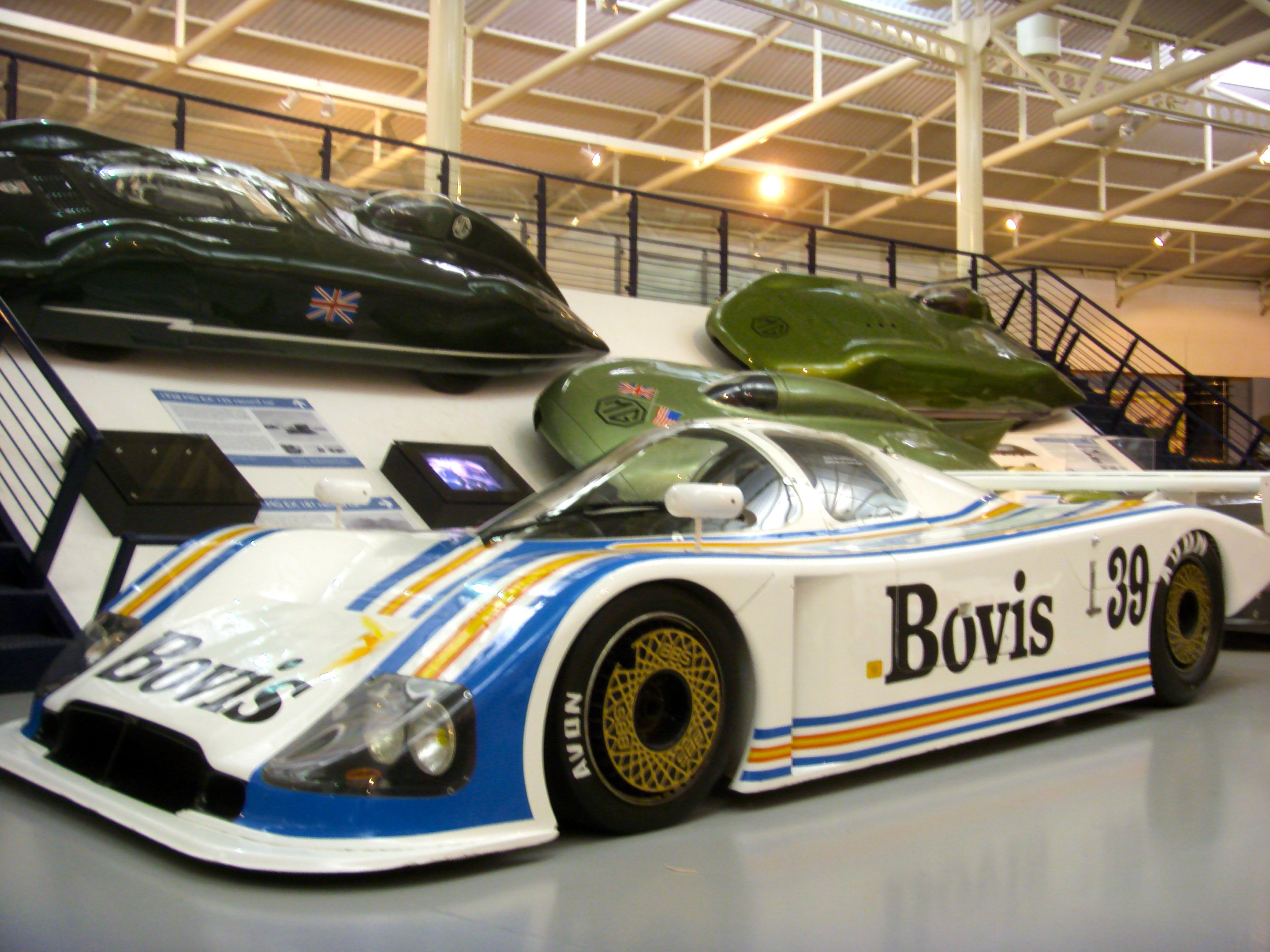
Nimrod NRA/C2; dieses Rennwagenmodell wurde von Reggie Smith, Lyn St. James und Drake Olson an die fünfte Stelle der Gesamtwertung gefahren

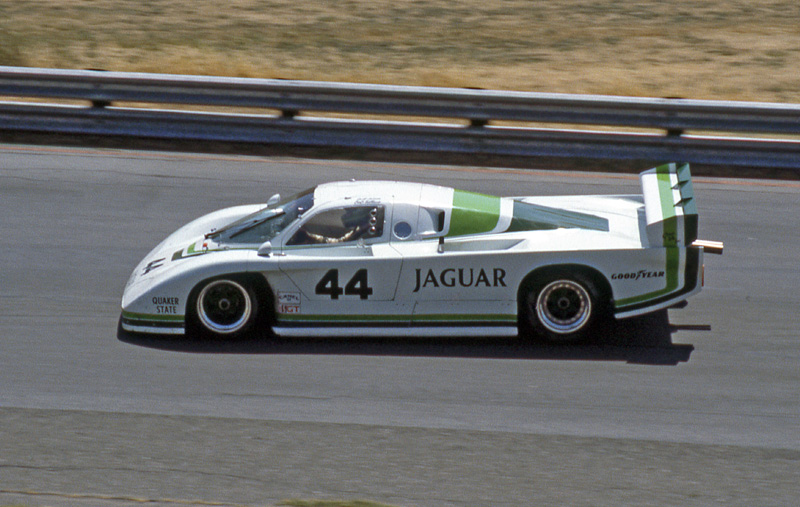
Bill Adam im Jaguar XJR-5 beim IMSA-GTP-Rennen in Sears Point 1983. Mit Bob Tullius als Partner fiel Adams im selben Wagen nach 95 gefahrenen Runden nach einem Motorschaden aus

Das 31. 12-Stunden-Rennen von Sebring, auch 2 Hours of Sebring, The Coca-Cola Classic, Sebring International Raceway, fand am 19. März 1983 auf dem Sebring International Raceway statt und war der dritte Wertungslauf der IMSA-GTP-Serie dieses Jahres.

## Das Rennen
Die IMSA-GTP-Serie 1983 begann am 6. Februar mit dem 24-Stunden-Rennen von Daytona, das mit dem Gesamtsieg von Bob Wollek, Claude Ballot-Léna, Preston Henn und A. J. Foyt auf einem Porsche 935L endete. Den zweiten Wertungslauf, den Großen Preis von Miami, gewann Al Holbert auf einem March 83G.
Konnte die Veranstaltung im Vorjahr mit einem internationalen Starterfeld aufwarten, wurde das Rennen bei den Teams und Fahrern in diesem Jahr wieder zum All-American-Race. 1982 endete auch die Zeit von Charles Mendez als Veranstalter des Rennens, der ab 1983 von Funktionären des Sebring Regional Airport abgelöst wurde. Wesentliche Neuerung war der erste Streckenumbau seit 1967. Eine der beiden Startbahnpassagen wurde durch einen komplett neuen Streckenteil ersetzt, der die Gesamtlänge der Rennbahn um ca. 700 Meter auf 7,644 km verkürzte. Alec Ulmann, der Gründer und langjährige Promoter des Rennens, kehrte 1983 als Rennleiter zur Veranstaltung zurück.
Am Renntag gingen 84 Fahrzeuge ins Rennen; das bisher größte Starterfeld in Sebring. Selbst für ein über 12 Stunden Fahrzeit führendes Langstreckenrennen war diese Anzahl an Startern enorm. Angeführt wurde das Feld von den seit 1981 zugelassenen GTP-Prototypen, wie dem Jaguar XJR-5, dem Lola T600, den March 82G und 83G und dem Nimrod NRA/C2. Dazu kam eine Fülle an GTU- und GTO-Sportwagen, darunter unterschiedliche Modelle der Marke Porsche.
Die schnellste Rundenzeit im Qualifikationstraining erzielte allerdings kein Fahrer in einem GTP-Prototyp, sondern Vorjahressieger John Paul junior auf einem Porsche 935L. Paul fuhr eine Zeit von 2:23,965 Minuten (Schnitt 191,156 km/h) und war 1,5 Sekunden schneller als Bob Tullius im Jaguar XJR-5. Tullius und sein Teampartner Bill Adam führten in der Anfangsphase des Rennens. In den ersten drei Stunden wechselte die Führung mehrmals. Unter anderem lagen Hurley Haywood, Al Holbert, Bob Akin und Dale Whittington mit ihren Fahrzeugen in Führung. Durch die große Zahl an Startern gab es erhebliche Probleme beim Nachtanken. Teilweise mussten sich Teams eine Box teilen, und nach den ersten Tankstopps ging bei einigen Tankanlagen der Treibstoff aus. Nach drei Rennstunden musste das Rennen durch Gelbe Flaggen über den ganzen Kurs neutralisiert werden, um Tankwagen den Transport von Treibstoff über die Rennstrecke zu den Boxenanlagen zu ermöglichen. Nach dem Ausfall des Jaguar und des inzwischen in Führung liegenden Porsche von John Paul begann eines der spektakulärsten und abwechslungsreichsten Sebring-Rennen der Geschichte. Unterschiedlichste Fahrzeuge und Teams lagen an der Spitze. Skeeter McKitterick und Milt Minter führten im Grid Plaza S1 ebenso wie Pete Halmser und Rick Knoop im Mazda RX-7, die nach einem Aufhängungsdefekt ausfielen.
Eine Dreiviertelstunde vor Rennende lagen Hurley Haywood und Al Holbert überlegen an der Spitze und sahen wie die sicheren Sieger aus, als im Bayside-Porsche-935 der Strom ausging. Die Elektrik funktionierte nicht mehr richtig, wodurch am Porsche das Licht ausfiel. Da ein Fahren ohne Licht in der Nacht nicht möglich war, musste der Porsche an die Box und verlor bei der anschließenden Reparatur eine halbe Stunde. Wenige Minuten vor Schluss lag dann plötzlich der Porsche 934 mit der Startnummer 9 in Front. Gefahren wurde der Wagen von Wayne Baker, der sich das Cockpit mit Jim Mullen und Kees Nierop teilte. Baker hatte Probleme mit dem Handling und fast kein Benzin mehr. Außerdem hatte er keine Ahnung, dass er in Führung lag, da es ihm die Boxencrew nicht mitteilte. Dort waren sie der Meinung, der Wagen fahre nur in der GTO-Klasse. Dadurch wurde Baker, der nur mehr langsam um den Kurs fuhr, am Schluss fast noch von Bob Akin eingeholt. Der uninformierte Baker fuhr nach dem Fallen der Zielflagge auch nicht in die Victory Lane, sondern direkt ins Fahrerlager, wo er Minuten später erfuhr, dass er neben der Klasse auch die Gesamtwertung gewonnen hatte.

## Ergebnisse

### Schlussklassement
| 1               | GTO | 9  | Personalized Autohaus            | Wayne Baker Jim Mullen Kees Nierop                          | Porsche 934             | 231 |
| 2               | GTP | 5  | Bob Akin Motor Racing            | Bob Akin Dale Whittington John O’Steen                      | Porsche 935K3/80        | 231 |
| 3               | GTP | 86 | Bayside Disposal Racing          | Hurley Haywood Al Holbert                                   | Porsche 935/80          | 229 |
| 4               | GTO | 61 | Vista Racing                     | Don Courtney Luis Sereix Brent O’Neill                      | Chevrolet Monza         | 227 |
| 5               | GTP | 22 | Nimrod Racing                    | Reggie Smith Lyn St. James Drake Olson                      | Nimrod NRA/C2           | 224 |
| 6               | GTU | 66 | Mike Meyer Racing                | Jack Dunham Jeff Kline Jon Compton                          | Mazda RX-7              | 224 |
| 7               | GTO | 65 | Manuel Villa                     | Luis Gordillo Manuel Villa Chiqui Soldevilla                | Porsche Carrera RSR     | 224 |
| 8               | GTU | 82 | Trinity Racing                   | Joe Varde Jack Baldwin John Casey                           | Mazda RX-7              | 223 |
| 9               | GTO | 01 | Marketing Corporation of America | John Morton Tom Klausler                                    | Ford Mustang            | 222 |
| 10              | GTO | 35 | Pegasus Racing                   | Al Leon Paul Gilgan Wayne Pickering                         | Porsche Carrera RSR     | 222 |
| 11              | GTP | 12 | Henn’s Swap Shop Racing          | Don Whittington Bill Whittington                            | Porsche 935K3           | 218 |
| 12              | GTP | 3  | Grid Motor Racing                | Skeeter McKitterick Milt Minter                             | Grid Plaza S1           | 216 |
| 13              | GTU | 37 | Burdsall Welter                  | Peter Welter Tom Burdsall Nort Northam                      | Mazda RX-7              | 216 |
| 14              | GTU | 23 | Roe Selby                        | Tim Selby Earl Roe                                          | Porsche 911             | 210 |
| 15              | GTO | 83 | R & H Racing                     | Rainer Brezinka Rudy Bartling Roger Schramm                 | Porsche Carrera RSR     | 204 |
| 16              | GTU | 92 | Kent Racing                      | Lee Mueller Terry Visger                                    | Mazda RX-7              | 204 |
| 17              | GTU | 63 | RGP 500 Racing                   | Jim Downing John Maffucci Chuck Ulinski                     | Mazda RX-7              | 204 |
| 18              | GTU | 11 | Paul Goral                       | Paul Goral Larry Figaro Peter Uria                          | Porsche 911             | 202 |
| 19              | GTO | 69 | Hiram Cruz Racing                | Mandy Gonzalez Hiram Cruz                                   | Porsche 934             | 201 |
| 20              | GTU | 90 | 901 Shop                         | Mike Schaefer Doug Zitza Jack Refenning                     | Porsche 911             | 198 |
| 21              | GTO | 06 | Juan Lopez                       | Juan Lopez Luis Mendez                                      | Porsche Carrera         | 192 |
| 22              | GTO | 89 | Taca El Salvador                 | Enrique Molins Eduardo Barrientos Eduardo Galdamez          | Porsche Carrera RSR     | 188 |
| 23              | GTU | 27 | Scuderia Rosso                   | Jim Fowells Ray Mummery Steve Potter                        | Mazda RX-7              | 187 |
| 24              | GTO | 14 | Oftedahl Racing                  | Carl Shafer Carlos Ramirez Mike Meldeau                     | Pontiac Firebird        | 185 |
| 25              | GTU | 68 | Jack Rynerson                    | Jack Rynerson Van McDonald Chris Wilder                     | Porsche 911             | 183 |
| 26              | GTO | 57 | Dave Heinz Racing                | Dave Heinz Jerry Thompson Paul Gentilozzi                   | Chevrolet Camaro        | 181 |
| 27              | GTO | 03 | Bob’s Speed Products             | Bob Lee Timothy Lee Gary Myers                              | Ford Maverick           | 180 |
| 28              | GTU | 91 | Bryant & Graham Racing           | Charles Bryant Alex Priest Mike Guido                       | BMW 2002                | 178 |
| 29              | GTU | 30 | Case Racing                      | Ron Case Craig Case Dave Pannacione                         | Porsche 911             | 173 |
| 30              | GTU | 51 | Red Roof Inns                    | Doug Carmean Don Herman                                     | Mazda RX-7              | 167 |
| 31              | GTO | 58 | Brumos Racing                    | Deborah Gregg Kathy Rude Bonnie Henn                        | Porsche 924 Carrera     | 165 |
| 32              | GTO | 96 | Weld Fixturing                   | Phil Byrd Freddy Baker Robert Kirby                         | Porsche Carrera RSR     | 162 |
| 33              | GTU | 42 | Gary Wonzer                      | Gary Wonzer Bill Bean Buzz Cason                            | Porsche 911             | 162 |
| 34              | GTO | 4  | Stratagraph                      | Billy Hagan Gene Felton Sam Moses Lloyd Frink               | Chevrolet Camaro        | 153 |
| 35              | GTU | 04 | Di Lella Racing                  | Vince DiLella Manuel Cueto                                  | Porsche 911             | 152 |
| 36              | GTO | 79 | Whitehall Promotion              | Tom Winters Bob Bergstrom Peter Dawe                        | Porsche 924 Carrera GTR | 148 |
| 37              | GTO | 18 | Diehl Hi-Pro                     | Carmen Lista David Marks Roy Newsome Bobby Diehl            | Chevrolet Camaro        | 140 |
| 38              | GTU | 76 | Hi Fi Hospital                   | Timothy Lee Al White Irwin Ayes                             | Ford Capri              | 140 |
| 39              | GTO | 15 | DL Performance Engineering       | Doug Lutz Mike Brummer Larry Connor                         | Porsche Carrera RSR     | 139 |
| 40              | GTU | 87 | Donald Flores                    | Robert Gottfried Tom Turner Donald Flores                   | Porsche 911             | 131 |
| 41              | GTO | 33 | Karl Keck                        | Karl Keck Bill McDill Robert Whitaker                       | Chevrolet Corvette      | 128 |
| 42              | GTU | 75 | Bryant & Graham Racing           | Cameron Worth Alan Crouch Janis Taylor                      | Ford Pinto              | 127 |
| 43              | GTU | 52 | TFC Racing                       | Dick Gauthier Tom Cripe Ron Collins Bill McVey              | Porsche 911             | 67  |
| Ausgefallen     |     |    |                                  |                                                             |                         |     |
| 44              | GTP | 10 | Cooke Racing                     | Ralph Kent-Cooke Jim Adams Josele Garza                     | Lola T600               | 221 |
| 45              | GTO | 7  | Racing Beat                      | Pete Halsmer Rick Knoop                                     | Mazda RX-7              | 199 |
| 46              | GTU | 93 | Foreign Exchange                 | John Higgins James King Chip Mead                           | Porsche 911             | 175 |
| 47              | GTU | 60 | Team Morrison                    | Jim Cook Steve Dietrich Al Bacon                            | Mazda RX-7              | 168 |
| 48              | GTU | 95 | Ned Skiff                        | Ned Skiff Jim Leo                                           | Renault R12             | 159 |
| 49              | GTO | 19 | Van Every Racing                 | Lance Van Every Ash Tisdelle                                | Porsche Carrera RSR     | 153 |
| 50              | GTO | 02 | Marketing Corporation of America | Ronnie Bucknum John Bright                                  | Ford Mustang            | 153 |
| 51              | GTP | 24 | Pegasus III Racing               | Marion Speer Ken Madren Ray Ratcliff                        | Porsche 935 JLP-2       | 145 |
| 52              | GTO | 49 | OMR Engines                      | Hoyt Overbagh Peter Kirill Paul Romano                      | Chevrolet Monza         | 145 |
| 53              | GTO | 13 | Oftedahl Racing                  | Paul Fassler Steve Pope Carl Shafer                         | Pontiac Firebird        | 142 |
| 54              | GTO | 36 | Herman + Miller P+A              | Paul Miller Jim Busby Ron Grable                            | Porsche 924 Carrera     | 132 |
| 55              | GTP | 16 | Hinze Fencing                    | Marty Hinze Randy Lanier Terry Wolters                      | March 82G               | 128 |
| 56              | GTO | 28 | Overby's                         | Robert Overby Don Bell Chris Doyle                          | Chevrolet Camaro        | 127 |
| 57              | GTP | 09 | Henn’s Swap Shop Racing          | Derek Bell Michael Andretti John Paul junior                | Porsche 935L            | 125 |
| 58              | GTP | 8  | Shelton Ferrari                  | Steve Shelton Tom Shelton                                   | Ferrari 512BB           | 120 |
| 59              | GTP | 44 | Group 44                         | Bob Tullius Bill Adam                                       | Jaguar XJR-5            | 95  |
| 60              | GTO | 34 | Drolsom Racing                   | George Drolsom Steve Cohen William Gelles                   | Porsche 924 Carrera     | 94  |
| 61              | GTO | 26 | Centurion Leasing                | Tom Nehl Nelson Silcox Patty Moise                          | Chevrolet Camaro        | 92  |
| 62              | GTP | 21 | Nimrod Racing                    | Victor Gonzalez Drake Olson                                 | Nimrod NRA/C2           | 85  |
| 63              | GTP | 05 | T & R Racing                     | Tico Almeida Ernesto Soto                                   | Porsche 935M16          | 82  |
| 64              | GTO | 99 | Londoño Bridge Racing            | Gustavo Londoño Carlos Munoz Hugo Gralia                    | Porsche Carrera RSR     | 81  |
| 65              | GTO | 20 | Paul Canary Racing               | Paul Canary Jim Sanborn                                     | Pontiac Firebird        | 78  |
| 66              | GTP | 77 | Z & W Enterprises                | Pierre Honegger Walt Bohren                                 | Mazda GTP               | 61  |
| 67              | GTO | 64 | Marcus Opie                      | Marcus Opie Tim Morgan Grant Bradley                        | Chevrolet Corvette      | 59  |
| 68              | GTU | 78 | Der Klaus Haus                   | Klaus Bitterauf Vicki Smith Scott Flanders                  | Porsche 911             | 59  |
| 69              | GTO | 28 | Air Florida                      | Francisco Miguel Arnoldo Kreysa Albert Naon                 | BMW M1                  | 58  |
| 70              | GTU | 38 | Mandeville Auto Tech             | Roger Mandeville Amos Johnson Danny Smith                   | Mazda RX-7              | 56  |
| 71              | GTO | 54 | Daniel Vilarchao                 | Reynaldo Fernandez Daniel Vilarchao                         | Chevrolet Camaro        | 56  |
| 72              | GTO | 6  | Shafer Motor Racing              | Craig Shafer George Shafer Joe Maloy                        | Chevrolet Camaro        | 55  |
| 73              | GTP | 74 | Mark Wagoner                     | Del Russo Taylor Larry Figaro                               | Chevron GTP             | 53  |
| 74              | GTP | 12 | The Cummings Marque              | Don Cummings Craig Rubright Charles Gano                    | Chevrolet Monza         | 50  |
| 75              | GTP | 25 | Red Lobster Racing               | Dave Cowart Kenper Miller Mauricio de Narváez               | March 82G               | 46  |
| 76              | GTU | 31 | Pegasus Racing                   | Jack Griffin John Zouzelka                                  | Porsche 914/4           | 38  |
| 77              | GTO | 50 | Latino Racing                    | Kikos Fonseca Tato Ferrer Diego Febles                      | Porsche Carrera RSR     | 36  |
| 78              | GTU | 08 | Diehl Hi Pro Enterprises         | Bobby Diehl Roy Newsome                                     | Mazda RX-7              | 29  |
| 79              | GTP | 39 | Holly Racing                     | John Gunn Ricardo Londoño                                   | Phoenix JG1             | 26  |
| 80              | GTO | 40 | Bieri Racing                     | Uli Bieri Matt Gysler Duff Hubbard                          | BMW M1                  | 21  |
| 81              | GTO | 07 | Londoño Bridge Racing            | Fred Flaquer Gustavo Londoño Ricardo Londoño Rene Rodriguez | Porsche Carrera RSR     | 21  |
| 82              | GTP | 17 | Dingman Bros. Racing             | Billy Dingman Roger Bighouse                                | Chevrolet Corvette      | 11  |
| 83              | GTP | 47 | Dingman Bros. Racing             | Bill Whittington Pepe Romero Doc Bundy                      | March 83G               | 8   |
| 84              | GTO | 62 | Bill Nelson                      | Bill Nelson Dale Kreider Lojza Vosta                        | Pontiac Firebird        | 1   |
| Nicht gestartet |     |    |                                  |                                                             |                         |     |
| 85              | GTP | 2  | Hinze Fencing                    | Marty Hinze Randy Lanier Terry Wolters                      | Porsche 935             | 1   |
| 86              | GTO | 63 | Superior Racing Team             | Raul Garcia Eugenio Matienzo                                | Chevrolet Camaro        | 2   |
| 87              | GTU | 80 | Hallet Motor Racing Circuit      | Anatoly Arutunoff José Marina                               | Lancia Stratos          | 3   |

1 Ersatzwagen
2 nicht gestartet
3 nicht gestartet

### Nur in der Meldeliste
Hier finden sich Teams, Fahrer und Fahrzeuge, die ursprünglich für das Rennen gemeldet waren, aber aus den unterschiedlichsten Gründen daran nicht teilnahmen.
| Pos. | Klasse | Nr. | Team                     | Fahrer                                      | Chassis            |
| ---- | ------ | --- | ------------------------ | ------------------------------------------- | ------------------ |
| 88   | GTP    | 0   | Interscope Racing        | Danny Ongais Ted Field                      | Lola T600          |
| 89   | GTP    | 00  | Interscope Racing        | Danny Ongais Ted Field                      | Lola T600          |
| 90   | GTU    | 32  | Alderman Datsun          | George Alderman Carson Baird                | Datsun 280ZX       |
| 91   | GTO    | 41  | Capricorn Motor Racing   | William Wessel Charles Gano Mike Williamson | Chevrolet Corvette |
| 92   | GTO    | 43  | AVO Racing Cars          | Vincent Collins Lojza Vosta                 | Chevrolet Corvette |
| 93   | GTO    | 55  | B. de T. Racing          | Diego Montoya Albert Naon Tony Garcia       | BMW M1             |
| 94   | GTU    | 71  | Morgan Performance Group | Charles Morgan Bill Johnson                 | Datsun 280ZX       |
| 95   | GTU    | 73  | G. O. Racing             | Ken Grostic Keith Lawhorn                   | Porsche 914        |
| 96   | GTO    | 84  | Motorsport Marketing     | Ken Murray Emory Donaldson                  | Chevrolet Camaro   |
| 97   | GTO    | 97  | Vince Gimondo            | Vince Gimondo John Hood                     | Chevrolet Camaro   |
| 98   | GTO    | 98  | Sesana Racing            | Alfredo Sesana Jorge Cortes                 | Chevrolet Monza    |

### Klassensieger
| Klasse | Fahrer      | Fahrer           | Fahrer       | Fahrzeug         | Platzierung im Gesamtklassement |
| ------ | ----------- | ---------------- | ------------ | ---------------- | ------------------------------- |
| GTP    | Bob Akin    | Dale Whittington | John O’Steen | Porsche 935K3/80 | Rang 2                          |
| GTO    | Wayne Baker | Jim Mullen       | Kees Nierop  | Porsche 934      | Gesamtsieg                      |
| GTU    | Jack Dunham | Jeff Kline       | Jon Compton  | Mazda RX-7       | Rang 6                          |

### Renndaten
- Gemeldet: 98
- Gestartet: 84
- Gewertet: 43
- Rennklassen: 3
- Zuschauer: unbekannt
- Wetter am Renntag: warm und trocken
- Streckenlänge: 7,644 km
- Fahrzeit des Siegerteams: 12:01:17,745 Stunden
- Gesamtrunden des Siegerteams: 231
- Gesamtdistanz des Siegerteams: 1765,853 km
- Siegerschnitt: 146,890 km/h
- Pole Position: John Paul junior – Porsche 935L (#09) – 2:23,965 – 191.156 km/h
- Schnellste Rennrunde: Dale Whittington – March 83G (#47) – 2:22,750 – 192,783 km/h
- Rennserie: 3. Lauf zur IMSA-GTP-Serie 1983